# Adriaan Martens
Adriaan Martens (Bocholt, 8 juni 1885 – Astene, 26 september 1968) was een Vlaamse arts, hoogleraar en collaborateur. Hij was gehuwd met Jeanne Vercoullie, de dochter van professor Jozef Vercoullie.

## Biografie
Martens was tijdens de Eerste Wereldoorlog een van de nieuwe hoogleraren van de von Bissinguniversiteit, de met Duitse steun vernederlandste Rijksuniversiteit Gent. In 1918 werd hij lid van de tweede Raad van Vlaanderen. Na de oorlog werd de arts wegens collaboratie tot de doodstraf veroordeeld. Hij week uit naar Nederland, maar kon dankzij de uitdovingswet van 1929 terugkeren.
In de jaren 1930 laat hij in Astene bij Deinze door de bekende architect Henry van de Velde een woonhuis genaamd Villa Landing en de Polikliniek voor Inwendige Ziekten ontwerpen.
Martens werd later een van de eerste leden van de op 7 november 1938 opgerichte Koninklijk Academie voor Geneeskunde. De benoeming was controversieel vanwege Martens collaboratieverleden en omdat de benoeming niet vooraf aan de koning was voorgelegd. Premier Paul-Henri Spaak trachtte de benoeming te verdedigen, maar onder druk van vele oud-strijders, Franstalige Belgen en liberalen werd zijn regering tot aftreden gedwongen. In 1939 nam ook Martens zelf ontslag.
Tijdens de Tweede Wereldoorlog collaboreerde Martens opnieuw en werd lid van het Vlaamsch Nationaal Verbond (VNV). Hij werd opnieuw hoogleraar aan de universiteit van Gent. Na de bevrijding veroordeelde men hem tot tien jaar gevangenisstraf, maar in 1948 kwam hij weer vrij en hernam zijn dokterspraktijk in Astene.

## Kunstverzameling
Martens en zijn vrouw Jeanne Vercoullie waren fervente kunstverzamelaars. Zo bezaten ze niet alleen kunstwerken uit de Latemse school zoals Constant Permeke,Gust de Smet en Leon de Smet maar ook werken van James Ensor, Rik Wouters en Constantin Meunier. Plannen voor een museum werden nooit gerealiseerd.